# Single is Best
『Single is Best』（シングル・イズ・ベスト）は、平松愛理の1枚目のベスト・アルバム。1993年4月7日にポニーキャニオンよりリリースされた。

## 概要
平松にとって初のベスト盤となる本作には、デビュー・シングル「青春のアルバム」から、11枚目となる最新シングル「Single is Best!?」までの表題曲が全て収録されており、その内5曲はリミックス・バージョンとなっている。曲順に関しては、最新シングルの「Single is Best!?」が1曲目になっているものの発売順に収録されてはおらず、全体の構成を考えた順番となっている。
アルバム『Erhythm』に続いて2作目となるオリコンチャート1位を獲得し、これまでの最高売り上げ枚数を記録したアルバムである。オリコンチャート1位獲得作品は、現段階で本作が最後となっている。このアルバムで、第24回日本歌謡大賞放送音楽プロデューサー連盟賞を受賞した。
初回盤はシースルー三方背BOXスペシャルパッケージとなっており、1994年11月18日には平松唯一のMDソフトとしても発売されている（規格品番：PCYA-00010）。また、日本国内では発売されていないが、香港や台湾ではカセットテープ化され発売された。
本作のタイトルにある ″Single″ とは、CDの ″シングル″ を意味するが、先行シングルとして発売された「Single is Best!?」の ″Single″ は ″独身″ の意味である。

### チャート成績
- オリコン・アルバムチャート：1位　登場回数：28週[1]
- 1993年年間順位：11位（84万2770枚）

## 収録曲
| 全作詞・作曲: 平松愛理。 |                                   |           |            |                  |              |      |
| #                        | タイトル                          | 作詞      | 作曲・編曲 | 編曲             | 備考         | 時間 |
| 1.                       | 「Single is Best!?」              | 平松愛理  | 平松愛理   | 清水信之         | 11thシングル | 4:45 |
| 2.                       | 「もう 笑うしかない」             | 平松愛理  | 平松愛理   | 清水信之         | 10thシングル | 5:27 |
| 3.                       | 「虹がきらい」                    | 平松愛理  | 平松愛理   | 清水信之         | 6thシングル  | 4:05 |
| 4.                       | 「青春のアルバム」(Remix '93)     | 平松愛理  | 平松愛理   | 西平彰・平松愛理 | 1stシングル  | 5:14 |
| 5.                       | 「太陽のストライキ」(Remix '93)   | 平松愛理  | 平松愛理   | 西平彰・平松愛理 | 2ndシングル  | 4:09 |
| 6.                       | 「駅のない遮断機」(Remix '93)     | 平松愛理  | 平松愛理   | 西平彰・平松愛理 | 3rdシングル  | 4:51 |
| 7.                       | 「月のランプ」(Remix '93)         | 平松愛理  | 平松愛理   | 清水信之         | 4thシングル  | 4:27 |
| 8.                       | 「思い出の坂道」                  | 平松愛理  | 平松愛理   | 清水信之         | 7thシングル  | 5:01 |
| 9.                       | 「素敵なルネッサンス」(Remix '93) | 平松愛理  | 平松愛理   | 清水信之         | 5thシングル  | 4:30 |
| 10.                      | 「マイ セレナーデ」               | 平松愛理  | 平松愛理   | 清水信之         | 9thシングル  | 4:54 |
| 11.                      | 「部屋とYシャツと私」             | 平松愛理  | 平松愛理   | 清水信之         | 8thシングル  | 5:07 |
| 合計時間:                | 合計時間:                         | 合計時間: | 合計時間:  | 52:30            |              |      |